# Víctor Fatecha
Víctor Abel Fatecha Riveros  (né le 10 mars 1988 dans le département de Concepción) est un athlète paraguayen, spécialiste du lancer de javelot.

## Biographie
Son meilleur lancer est de 78,01 m à Fortaleza en mai 2007, mais il a lancé à 77,82 m à Medellín (25 avril 2009) et a remporté la médaille d'argent avec 76,34 m à San Fernando le 6 juin 2010, lors des Championnats Ibéro-américains 2010.
Il a représenté son pays aux Jeux olympiques 2008. Il a été 4e des Championnats du monde junior 2006 à Pékin et 3e lors des Championnats jeunesse à Marrakech en 2005, avec un lancer de 77,21 m.
Le 5 juin 2011, il termine 3e des championnats d'Amérique du Sud 2011 et remporte ceux de 2013 à Carthagène des Indes, ces derniers d'un cm devant Arley Ibargüen.

### Palmarès
| Date | Compétition                        | Lieu                 | Résultat | Performance |
| ---- | ---------------------------------- | -------------------- | -------- | ----------- |
| 2005 | Championnats du monde jeunesse     | Marrakech            | 3e       | 77,21 m     |
| 2005 | Championnats panaméricains juniors | Windsor              | 3e       | 67,00 m     |
| 2006 | Championnats du monde juniors      | Pékin                | 4e       | 75,64 m     |
| 2006 | Championnats d'Amérique du Sud     | Tunja                | 2e       | 76,79 m     |
| 2007 | Championnats d'Amérique du Sud     | São Paulo            | 2e       | 75,95 m     |
| 2007 | Championnats panaméricains juniors | São Paulo            | 1er      | 75,43 m     |
| 2007 | Jeux panaméricains                 | Rio de Janeiro       | 4e       | 72,30 m     |
| 2008 | Championnats ibéro-américains      | Iquique              | 3e       | 75,81 m     |
| 2009 | Championnats d'Amérique du Sud     | Lima                 | 6e       | 67,59 m     |
| 2010 | Championnats ibéro-américains      | San Fernando         | 2e       | 76,34 m     |
| 2011 | Championnats d'Amérique du Sud     | Buenos Aires         | 3e       | 72,51 m     |
| 2011 | Jeux panaméricains                 | Guadalajara          | 5e       | 76,92 m     |
| 2012 | Championnats ibéro-américains      | Barquisimeto         | 4e       | 75,15 m     |
| 2013 | Championnats d'Amérique du Sud     | Carthagène des Indes | 1er      | 76,14 m     |
| 2014 | Jeux sud-américains                | Santiago             | 1er      | 76,09 m     |
| 2014 | Championnats ibéro-américains      | São Paulo            | 3e       | 74,73 m     |

### Records
| Épreuve           | Performance | Lieu   | Date         |
| ----------------- | ----------- | ------ | ------------ |
| Lancer du javelot | 79,03 m     | Moscou | 15 août 2013 |